# Frank Havens
Frank Havens (Arlington, Virgínia, 1 de agosto de 1924 - Harborton, 22 de julho de 2018) foi canoísta norte-americano especialista em provas de velocidade.

## Carreira
Foi vencedor da medalha de Ouro em C-1 10000 m em Helsínquia 1952 e da medalha de Prata na mesma categoria em Londres 1948.